# Ciao (maskota)
Ciao je bila uradna maskota Svetovnega prvenstva v nogometu 1990. Je enostavna figura nogometnega igralca z nogometno žogo namesto glave, trup maskote je oblečen v barve italijanske zastave. 
Ciao se od ostalih maskot Svetovnih prvenstev v nogometu razlikuje po tem, da ne predstavlja kake živali, sadja ali ljudi, pač pa predstavlja figuro iz paličic, sestavljenih skupaj, da tvorijo različne oblike - v tem primeru nogometaša (seveda pa obstajajo različne izvedbe maskote, vse se po malem razlikujejo). 
Maskota je ime dobila po priljubljenem italijanskem pozdravu "Ciao!". 
Organizatorji so z izbiro maskote želeli poudariti, da bo Svetovno prvenstvo v Italiji najbolj tehnološko razvito prvenstvo doslej.  Prav tako so maskoti želeli pripeti futuristični pridih. 
Mnogi so bili z izbiro maskote nezadovoljni, ker so menili, da ne predstavlja ničesar, čeprav bi morala maskota predstavljati kak državni simbol. 